# Kathleen Karr
Kathleen Karr (Allentown, 21 aprile 1946 – Chicago, 6 dicembre 2017) è stata una scrittrice statunitense specializzata in narrativa per ragazzi.

## Biografia
Kathleen Csere nasce il 21 aprile 1946 ad Allentown dall'ingegnere meccanico Stephen Csere e dalla casalinga Elizabeth.
Cresciuta a Dorothy, nel New Jersey, ottiene un B.A. all'Università Cattolica d'America nel 1968 e un M.A. in letteratura inglese al Providence College nel 1971, anno in cui inizia a lavorare presso l'American Film Institute.
Dopo gli inizi nella narrativa rosa, a partire dal 1990 inizia a scrivere romanzi storici per ragazzi e giovani adulti ed ottiene nel 2003 il Premio Agatha alla narrativa per ragazzi con The 7th Knot.
Affetta da sclerosi multipla, muore a Chicago il 6 dicembre 2017 all'età di 71 anni in seguito all'aggravarsi della malattia.

## Vita privata
Sposatasi nel 1968 con il fisico e consulente informatico Lawrence F. Karr dal quale prende il cognome, la coppia ha due figli, Suzanne e Daniel.

## Opere
- It Ain't Always Easy (1990)
- La mummia di papà (Gideon and the Mummy Professor, 1993), Milano, Mondadori, 1994 traduzione di Ilva Tron ISBN 88-04-39214-2.
- The Promised Land (1993)
- The Cave (1994)
- Le sorelle dinamite (Oh, Those Harper Girls, 1995), Milano, Mondadori, 2003 traduzione di Beatrice Visconti ISBN 88-04-51550-3.
- In The Kaiser's Clutch (1995)
- Phoebe's Folly (1997)
- Spy in the Sky (1997)
- Go West, Young Women (1997)
- La lunga marcia dei tacchini (The Great Turkey Walk, 1998), Casale Monferrato, Piemme, 2000 traduzione di Maria Bastanzetti ISBN 978-88-384-3647-5.
- Oregon, Sweet Oregon (1998)
- Lighthouse Mermaid (1998)
- Gold Rush Phoebe (1998)
- Man of the Family (1999)
- The Boxer (2000)
- It Happened In the White House (2000)
- Skullduggery (2000)
- Playing With Fire (2001)
- Bone Dry (2002)
- Gilbert & Sullivan Set Me Free (2003)
- The 7th Knot (2003)
- Exiled: Memoirs of a Camel (2004)
- Worlds Apart (2005)
- Mama Went to Jail for the Vote (2005)
- Born for Adventure (2007)
- Fortune's Fool (2008)

## Premi e riconoscimenti
- Golden Kite Award: 2000 vincitrice con The Boxer
- Premio Agatha alla narrativa per ragazzi: 2003 vincitrice con The 7th Knot